# Asuncion Island

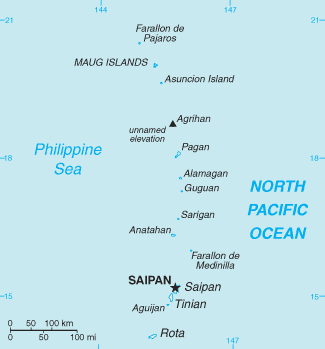
Nordmarianerna

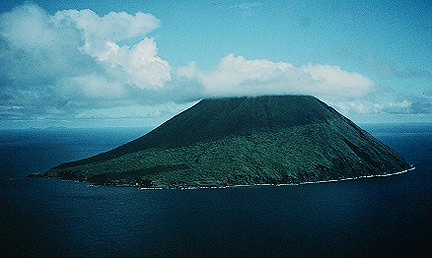
Asuncion Island

Asuncion Island (chamorro Sóngsong, även Assongsong) är en ö i Nordmarianerna i västra Stilla havet.

## Geografi
Asuncionön är en ö bland Nordmarianerna och ligger cirka 496 km norr om huvudön Saipan och cirka 700 km nordöst om Guam. Geografiskt ligger ön i Mikronesien.
Ön är av vulkaniskt ursprung och har en sammanlagd areal om ca 7,4 km² med en längd på ca 3,25 km och ca 3 km bred. Den högsta punkten på ön finns på vulkanen Mount Asuncion som har en höjd på cirka 890 meter över havet.
Den obebodda ön är svårtillgänglig beroende på de branta kustklipporna förutom vid kusten på öns sydvästra del.
Förvaltningsmässigt ingår Asuncion i kommunen Northern Islands Municipality som omfattar alla öar norr om huvudön.

## Historia
Marianerna har troligen varit bebodd av polynesier sedan 1500-talet f Kr. Ögruppen upptäcktes av portugisiske Ferdinand Magellan i mars 1521 som då namngav öarna "Las Islas de Los Ladrones". Öarna hamnade 1667 under spansk överhöghet och döptes då om till "Islas de las Marianas".
Asuncions vulkaner hade sitt senaste utbrott 1906.
Under första världskriget ockuperades området i oktober 1914 av Japan. Japan erhöll förvaltningsmandat över området av Nationernas förbund vid Versaillesfreden 1919. Marianerna ingick sedan i Japanska Stillahavsmandatet.
Ön är numera naturskyddsområde och del i "Northern Island Wildlife Conservation Area" tillsammans med Farallon de Pajaros, Guguan och Maug Islands.